# 도라지
도라지(학명: Platycodon grandiflorus)는 초롱꽃과 도라지속(Platycodon)에 속하는 여러해살이풀이다. 길경(桔梗)이라고도 부르며, 또 다른 한자 이름으로 화상모(和尙帽), 명엽채(明葉菜), 도랍기(道拉基)라고도 한다. 숙근초이며, 꽃말은 변치 않는 사랑, 성실, 유순함이다.

## 생태
도라지는 초롱꽃과의 여러해살이 풀로 산이나 들에서 흔히 자란다. 높이는 40~100 센티미터이고 뿌리가 굵으며 줄기는 하나로 나거나 몇 줄기 나오고, 원줄기를 자르면 백색 즙액이 나온다. 잎은 어긋나거나 마주나며 길이가 5~12 센티미터의 장난형으로 양끝이 좁고 가장자리에 톱니가 있다. 표면은 녹색이나 뒷면은 회청색이고 잎자루는 거의 없다.
꽃은 7~8월에 보라색 또는 백색으로 피는데, 원줄기 끝에 1개 또는 여러 개가 위를 향해 달린다. 화관은 끝이 펴진 종 모양으로 끝이 5갈래로 갈라지고, 꽃받침도 5갈래로 갈라지며, 5개의 수술과 1개의 암술이 있다. 열매는 삭과로 난형이며 꽃받침조각이 달린 채 익는다.
한반도를 비롯해 일본 전역, 중국, 동부 시베리아에 서식한다.

## 쓰임새

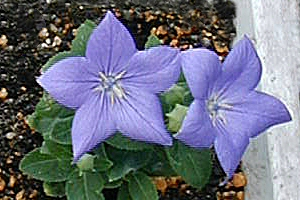
꽃의 형태

뿌리는 식용하고, 한방에서는 도라지를 길경이라고도 하며 신경통과 편도선염 등의 약재로 사용한다. 도라지 뿌리는 사포닌이 많이 포함되어 있어서 생약(桔梗根)으로 이용되고 있다. 그밖에도 도리지 뿌리에는 칼슘, 섬유질, 철분, 무기질, 단백질, 비타민 등이 함유되어 있다. 생약은 뿌리가 굵고 내부가 충실하고, 맛이 강한 것이 우량품이다. 거담(가래 제거), 진해(기침을 멎게 함), 진통, 진정, 해열 작용이 있으며, 소염진통 및 진해거담제로 사용된다. 또한 콜레스테롤을 저하시키는 효능이 있어 혈관계 질환 및 고혈압에도 효과가 있다. 도라지는 호흡기 질환이라 할 수 있는 감기는 물론 천식에도 탁월한 효능을 보이기 때문에 호흡기 질환에 노출되기 쉬운 면역력이 약한 어린아이나 노인, 그리고 잦은 스트레스로 인해서 면역력이 약해진 사람에게 좋다.
주된 산지는 한국, 북한, 중국이다. 도라지탕이나 십미패독탕(十味敗毒湯), 방풍통성산(防風通聖散), 배농산(排膿散) 등의 한방재로 사용된다.
한국에서는 도라지 뿌리를 김치, 나물, 비빔밥 등의 재료로 쓴다. 도라지 무침을 내놓는 가게도 많다.

## 재배 및 관리
하루종일 햇빛이 잘 드는 곳에 심는다. 씨로 잘 번식하지만, 발아하기까지 15~30일이 걸린다. 빛을 좋아하는 광발아 종자(호광성 종자)이므로 흙을 두껍게 덮어주면 발아가 잘 안 된다. 4월에 씨앗을 뿌리고 흙이 마르지 않게 물을 흠뻑 주면서 관리를 잘 해야 된다. 덮어준 흙이 마르면 싹이 잘 나오지 않거나 아주 안 나올 수도 있으므로 주의한다.

## 비슷한 풀
유사종으로 다음과 같은 것들이 있다. 요즘은 꽃 색깔이나 형태면에서 다양한 변종이 나와 있다.
- 백도라지(P. grandiflorum for. albiflorum (Honda) H.Hara)
- 겹도라지(P. grandiflorum var. duplex Makino)
- 흰겹도라지(P. grandiflorum var. duplex for. leucanthum H.Hara)

## 사진 갤러리

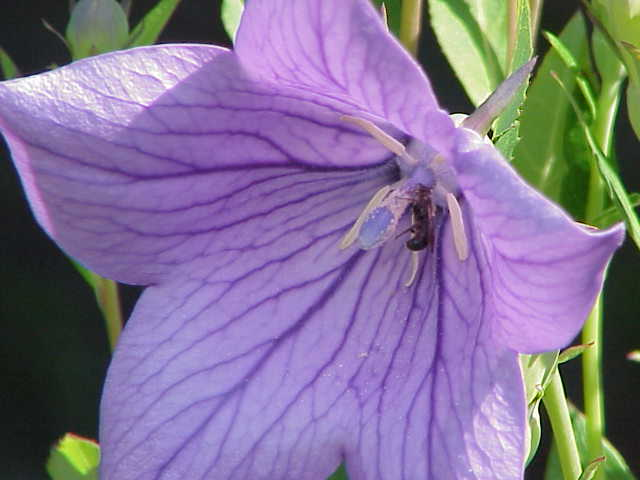
도라지1
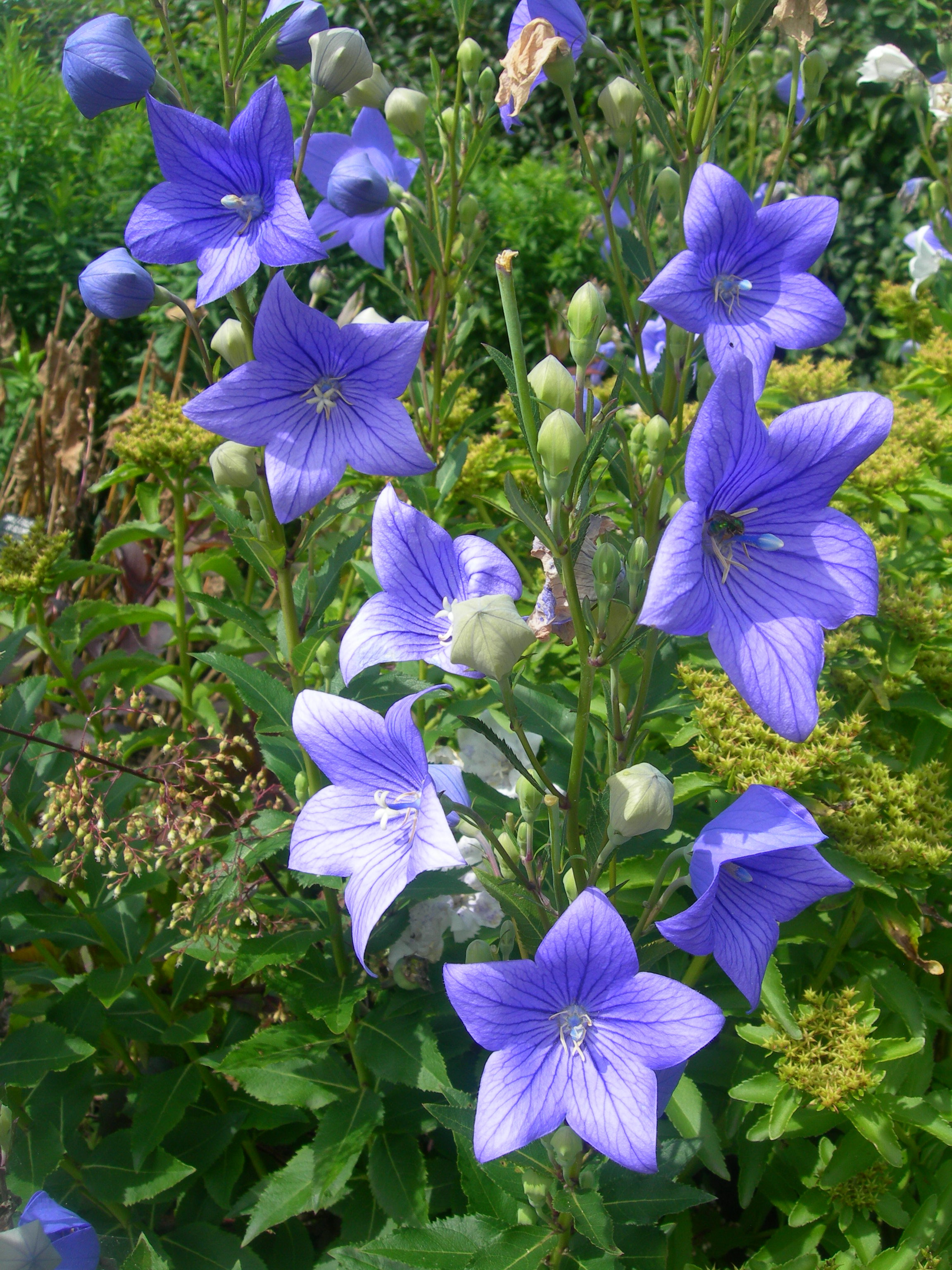
도라지2
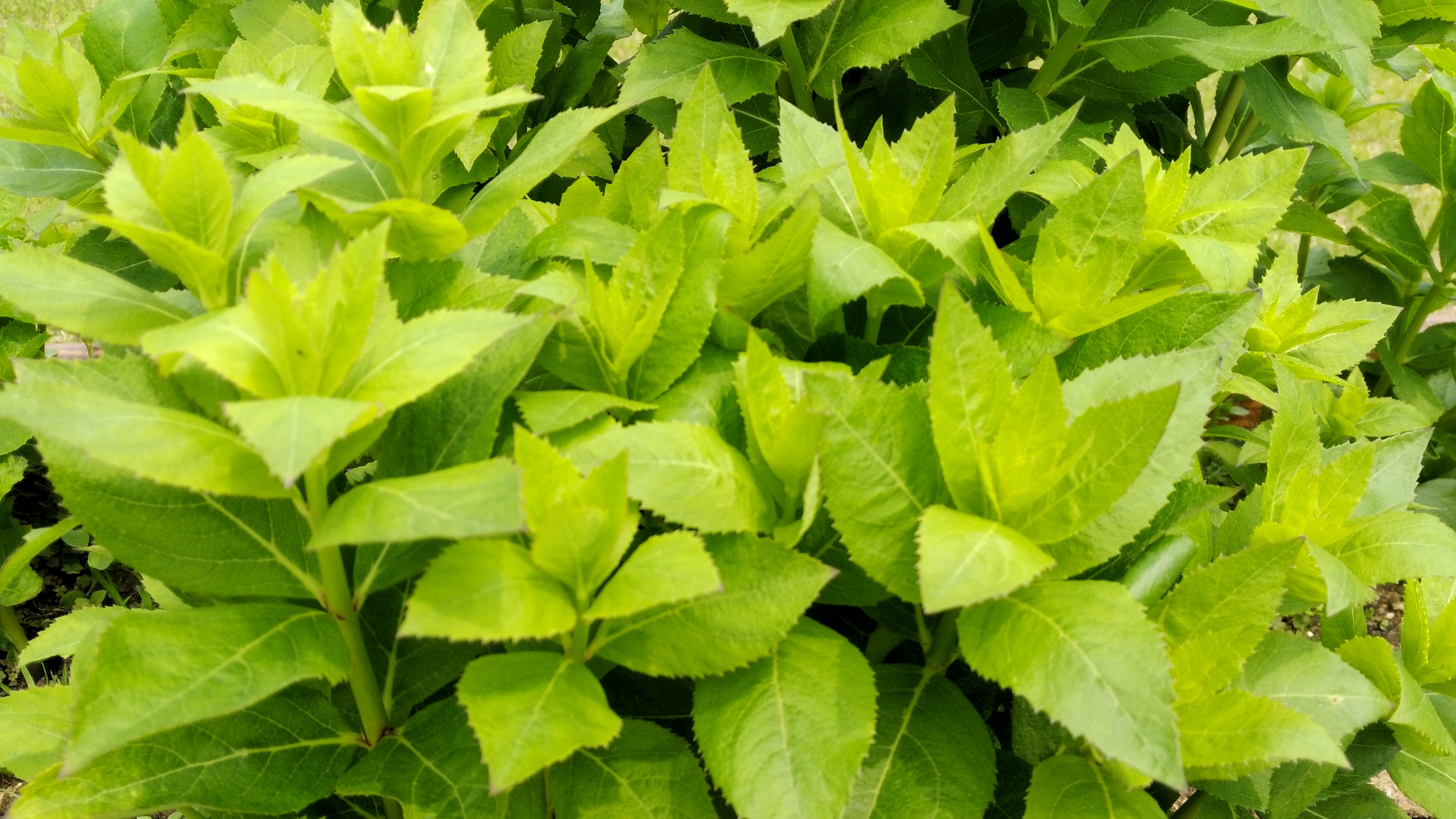
도라지(4월)
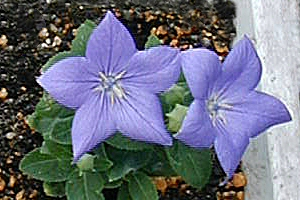
꽃의 형태
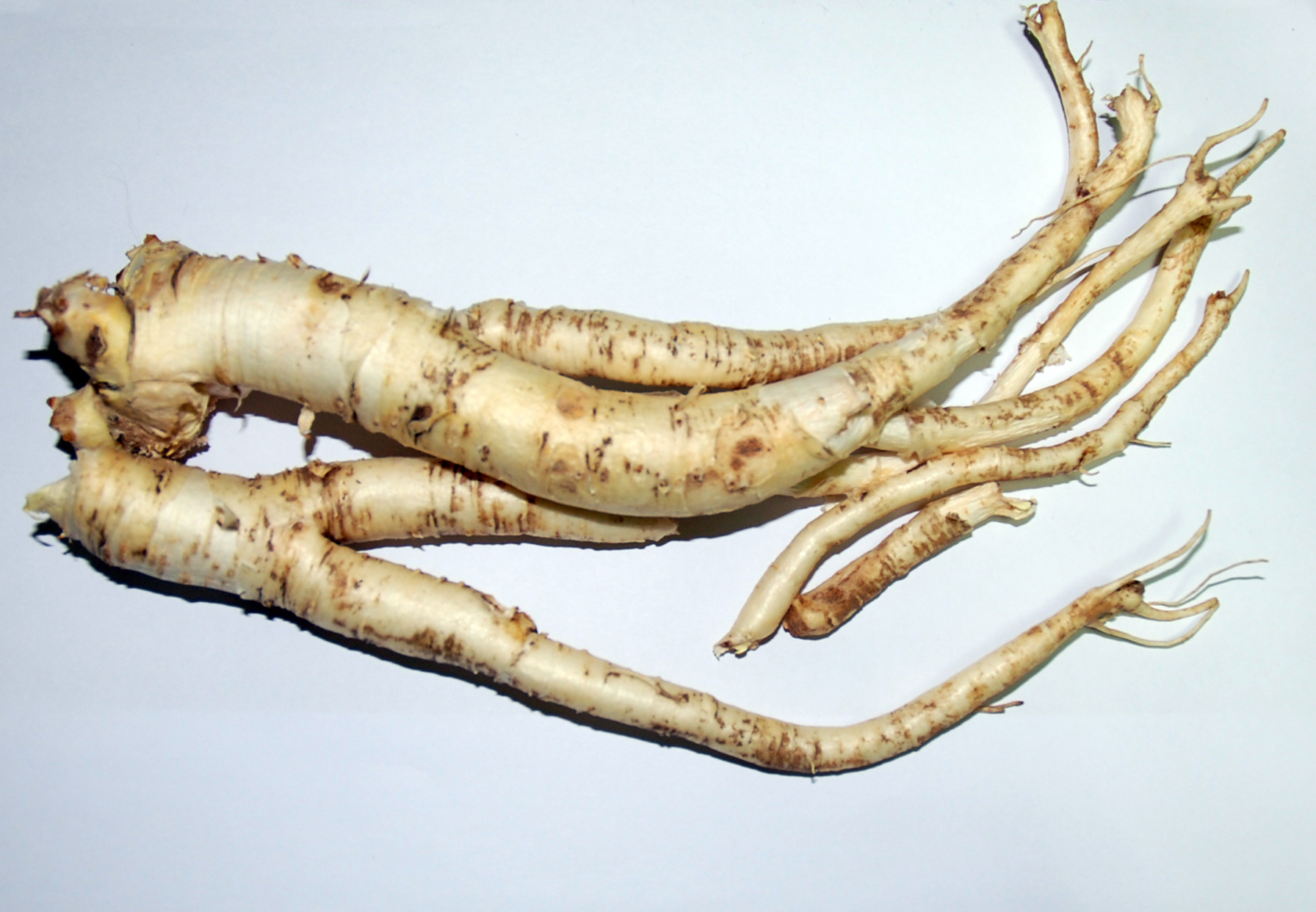
도라지 뿌리
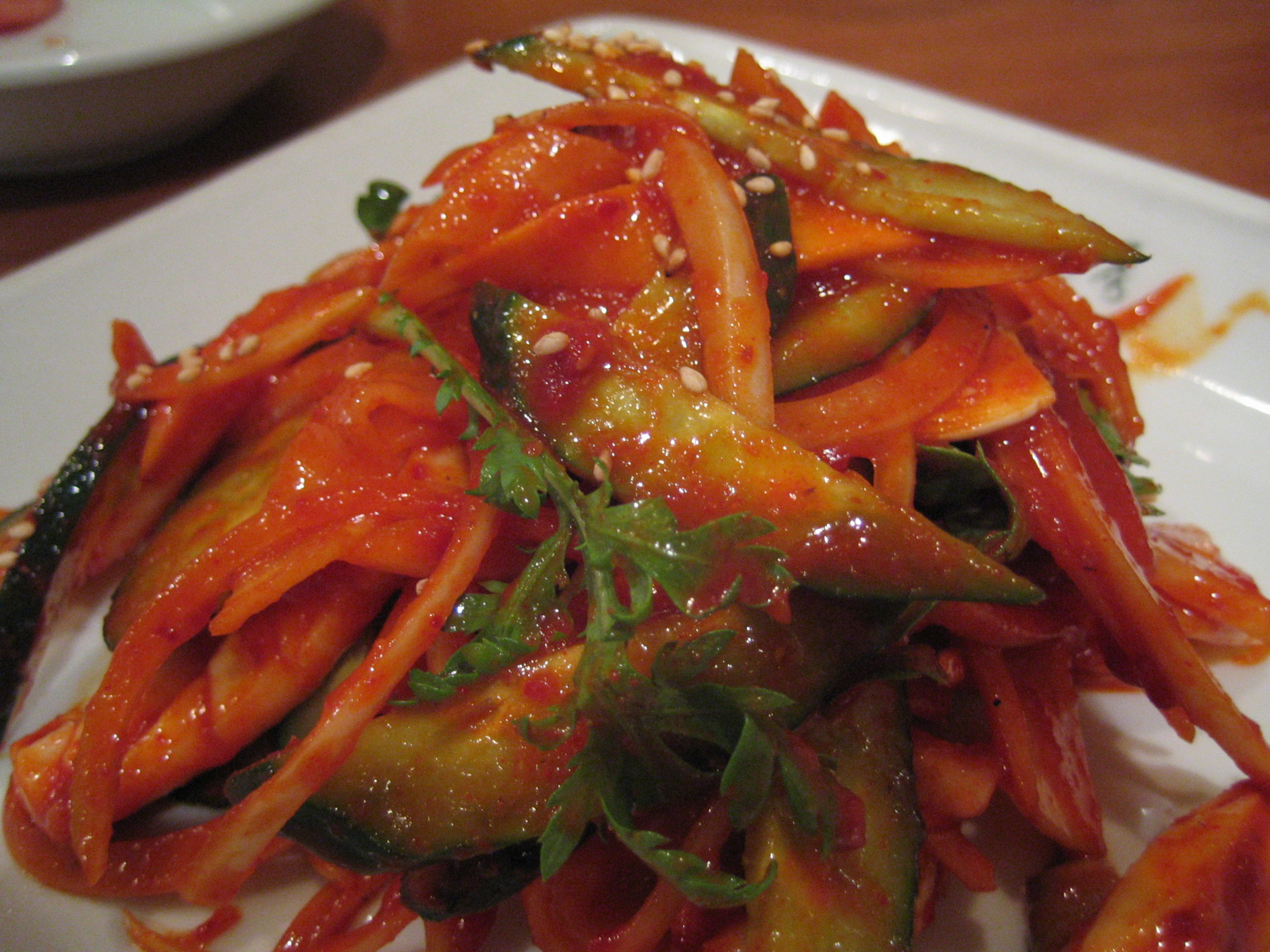
도라지 오이 무침